# Тамбовская правда
«Тамбовская правда» — газета города Тамбов, основана в марте 1917 года под названием «Известия Тамбовского Совета рабочих и солдатских депутатов».
С мая 1922 года называлась «Тамбовская правда», с августа 1991 — «Тамбовская жизнь». Тираж колебался от 4 до 89 тысяч экземпляров (1968). В отдельные годы из-за нехватки бумаги выходила на двух полосах.
В газете печатались государственные и политические деятели В. А. Антонов-Овсеенко, В. Н. Подбельский, А. Г. Шлихтер, Ж. А. Миллер, Б. А. Васильев, А. С. Лавров и др., литераторы И. Н. Катаев, А. Н. Поморский, В. Т. Кириллов, Н. Е. Вирта, Г. В. Якубовский, С. В. Евгенов, 0. С. Литовский и другие.
В этой газете неоднократно публиковались статьи о знаменитых земляках, о рабочих династиях. Например, еще в 1966 году был цикл статей «История одной семьи» о династии Тепляковых.